# Hrvatsko domobranstvo u Drugom svjetskom ratu (Košutić)
Knjiga Hrvatsko domobranstvo u drugom svjetskom ratu novinara i publicista Ivana Košutića tiskana je u Zagrebu. Prva knjiga tiskana je u zajedničkoj nakladi Matice Hrvatske, Školske knjige i Ministarstva obrane Republike Hrvatske 1992., a druga knjiga u nakladi Privrednog marketinga 1994. godine.

## Sadržaj

### Prva knjiga
Prvi dio daje kratak povijesni pregled osnivanja hrvatskog domobranstva 1868., osnivanja Nezavisne Države Hrvatske, ustrojstva nove države, osnivanja i ustrojstva domobranstva te događaje u prvih godinu dana rata. Knjiga je pisana na temelju proučavanja građe, razgovora sa sudionicima i vlastitim sjećanjima.
Uvodni dio
Povijesni sporazum 1868: Hrvatsko domobranstvo
Ban Jelačić, preteča hrvatskog domobranstva
Od seoskog dječaka do prvoga domobranskog podmaršala
Domobranstvo u NDH
Kvislinška ili regularna vojska
Poglavlje prvo (Predraće, početak i kraj rata u Jugoslaviji)
Poglavlje drugo (Prva godina Nezavisne Države Hrvatske)
Uspostava i prvi dani NDH
Ustrojstvo nove države
Granice, teritorij, stanovništvo
Život u novoj državi
Hrvatski državni sabor
Obnova tradicije: domobranstvo
Kopnene snage
Hrvatsko zrakoplovstvo
Hrvatska mornarica
Hrvatsko oružništvo
Domobranske vojne škole
Odnosi s talijanskom vojskom
Stvaranje novog duha
Hrvatski legionari na istočnom bojištu
Iz ratnog dnevnika 369. pješačke pukovnije
Poglavnik među legionarima
Hrvatsko zrakoplovstvo na istočnom bojištu
Hrvatka mornarica na istočnom bojištu
Hrvatski legionari pod talijanskom zastavom
Odmetništvo, pobuna, ustanak
Pogovor

### Druga knjiga
U drugoj knjizi autor opisuje daljnje ustrojavanje hrvatskog domobranstva kao tadašnje moderne i suvremeno opremljene vojske.